# Nucula nitidula
Nucula nitidula is een tweekleppigensoort uit de familie van de Nuculidae. De wetenschappelijke naam van de soort is voor het eerst geldig gepubliceerd in 1856 door A. Adams.